# Elektron (przedsiębiorstwo)
Elektron – szwedzki producent syntezatorów, powstały w 1998 r. Produkuje instrumenty wykorzystywane głównie w muzyce elektronicznej a także efekty oraz oprogramowanie. Instrumenty tej firmy są wykorzystywane przez m.in. Depeche Mode, The Knife, Autechre czy Jacka Sienkiewicza.

## Produkty
- 1999 – SidStation
- 2001 – Machinedrum SPS-1
- 2003 – Monomachine SFX-60
- 2011 – Octatrack
- 2012 - Analog Four
- 2014 - Analog Rytm
- 2017 - Digitakt
- 2018 - Analog Four MK2
- 2018 - Octatrack MK2
- 2018 - Analog Rytm MK2